# Бриченок, Роберт Иванович
Ро́берт Ива́нович Бричено́к (бел. Роберт Іванавіч Брычонак; 4 (17) января 1893, Санкт-Петербург — 5 февраля 1972, Ленинград) — российский и советский военный деятель, участник Первой мировой, Гражданской, Зимней и Великой Отечественной войн, гвардии генерал-лейтенант артиллерии (1945). По окончании службы занимался живописью.

## Биография
Роберт Иванович Бриченок родился 4 января 1893 года в Санкт-Петербурге. По национальности белорус.

### Военная служба
В 1915 году поступил в кавалерийскую школу. С 1916 года принимал участие в Первой мировой войне в составе гусарского эскадрона. После Октябрьской революции вступил в РКП(б), с 1918 года в РККА. Принимал участие в боевых действиях против Юденича, Врангеля, поляков, махновцев до 1922 года. В 1920 году был контужен.
Участвовал в Советско-финской войне, за что был награждён первым орденом Красного Знамени. С начала Великой Отечественной войны начальник артиллерии 50-й стрелковой дивизии. Генерал-майор с 7 июня 1943 года. Во время боёв на Курской дуге был ранен, потерял зрение. Владимир Филатов сумел восстановить зрение, после чего Бриченок был направлен на Ленинградский фронт. Был командующим артиллерии 1-й гвардейской армии. Генерал-лейтенант с 20 апреля 1945 года. Участвовал в освобождении Староконстантинова, Черткова, Проскурова, Станислава, Стрыя, Дрогобыча, Борислава, Карпат, Чехословакии.
По окончании войны был направлен в Ленинград для организации артиллерийского подготовительного училища на базе артиллерийской школы. С открытия училища 1 сентября 1946 года и до его расформирования в 1953 году был его начальником. После вышел в отставку.

### В отставке
В отставке поселился в Ленинграде, занимался живописью. Дружил с семьёй Ф. Ф. Булыкина. Скончался 5 февраля 1972 года, похоронен на Южном кладбище Санкт-Петербурга.

## Награды
- Орден Ленина № 36030 (21.02.1945)[29][30]
- четыре ордена Красного Знамени (01.02.1940[31], 05.05.1942[32], 03.11.1944[33], 24.06.1948[30][31])
- Орден Богдана Хмельницкого I степени № 198 (21.05.1945)[34][35]
- Орден Кутузова II степени № 711 (11.08.1944)[36]
- Медаль «За оборону Ленинграда» (1943[37])
- Медаль «За оборону Кавказа» (1945[38])
- Юбилейная медаль «XX лет Рабоче-Крестьянской Красной Армии»
- Награды иностранных государств:
  - Дукельская памятная медаль (Чехословакия, 1945)
  - Медаль «Победы и Свободы» (Польша, 1945)
  - Медаль «За участие в отечественной войне 1944—1945» (Болгария, 1945)

В 2006 году комплект наград был продан с орденской книжкой на аукционе Baldwin за 100 000$.